# NGC 895
NGC 895 (другие обозначения — MCG -1-7-2, IRAS02191-0544, PGC 8974) — спиральная галактика (Sc) в созвездии Кит.
Этот объект входит в число перечисленных в оригинальной редакции «Нового общего каталога».
В 2003 году в галактике был замечен взрыв сверхновой SN 2003id.
Галактика имеет два плотных и немного асиметричных спиральных рукава. Вдоль её внутреннего края видны полосы пыли.
В NGC 895 расположена область звёздообразования NGC 894.